# Piero Leonardo Andreucci
Piero Leonardo Andreucci (Castelnuovo di Garfagnana, 17 marzo 1937) è un politico italiano.

## Biografia
Esponente della Democrazia Cristiana, è stato presidente della provincia di Lucca dall'ottobre 1985 all'agosto 1990. Dal 1990 al 1994 è stato assessore provinciale.
È padre del pilota Paolo Andreucci.